# チェイス・エリオット
ウィリアム・クライド・"チェイス"・エリオット・ジュニア（William Clyde "Chase" Elliott Jr., 1995年11月28日 - ）は、アメリカ合衆国のストックカーレーシングドライバー。ジョージア州ドーソンヴィル出身。父親は1988年のウィンストンカップ・シリーズチャンピオンのビル・エリオット。
ヘンドリック・モータースポーツに所属し、カーナンバー9番のシボレー・カマロでモンスターエナジー・NASCARカップ・シリーズに参戦している。
2014年にNASCARネイションワイド・シリーズチャンピオンを獲得。同じく二世ドライバーとして人気を博し、2018年にカップシリーズを引退したデイル・アーンハート・ジュニアに代わる存在として注目を集めた。
そして2020年に弱冠24歳でカップシリーズ王者となり、親子2代でNASCARの頂点に君臨することとなった。

## 経歴

### NASCAR
2011年よりNASCARローカルシリーズに参戦を開始する。
2013年、NASCARナショナルシリーズの1つ、キャンピング・ワールド・トラック・シリーズにヘンドリック・モータースポーツより参戦開始する。デビュー戦の第2戦マーティンズビルで6位。第14戦ミシシッピーで初勝利を飾る。
翌2014年にネイションワイド・シリーズにJRモータースポーツからフル参戦。第6戦テキサスで初勝利を挙げ、続く第7戦ダーリントンで2連勝を挙げる。年間3勝、ルーキーイヤーでシリーズチャンピオン獲得の快挙を達成する。
2015年も引き続きエクスフィニティ・シリーズに参戦する中、3大シリーズの最高峰、スプリントカップ・シリーズにヘンドリック・モータースポーツよりスポット参戦する。全36戦中5戦に出場し、第9戦リッチモンドの16位が最高成績であった。
2016年からはスプリントカップ・シリーズにフル参戦開始。前年で引退したジェフ・ゴードンの24号車とクルーチーフ（アラン・グスタフソン）を引き継ぐ。開幕戦デイトナ500でポールポジションを獲得し、デイトナ500における最年少のポールシッターとなった。この年は勝利はないものの、トップ5フィニッシュ10回、トップ10フィニッシュ17回、ランキング10位の好成績を残し、2016年のNASCARルーキー・オブ・ザ・イヤーを受賞した。
2017年は開幕戦デイトナ500で前年に続いてポールポジションを獲得する。年間成績はトップ5フィニッシュ12回、トップ10フィニッシュ21回、ランキング5位と前年より良い成績ではあったものの、優勝を目前にしながらあと一歩で逃す展開が多く、5回も2着に甘んじる結果となった。
2018年は車番を24号車から父ビル・エリオットのチャンプナンバーの9号車に変更する。この年はシボレーがマシンをカマロにチェンジした影響によりヘンドリックを初めとしたシボレー勢が苦戦する中、第22戦ワトキンス・グレンでマーティン・トゥーレックス・ジュニアとの燃費勝負に競り勝ち、カップシリーズ参戦99戦目にして悲願の初勝利を挙げた。その後、第30戦ドーバー、第32戦カンザスで勝利し、プレーオフのラウンドオブ8に進出するが、チャンピオンシップ4に残留することはできなかった。年間成績は3勝、トップ5フィニッシュ11回、トップ10フィニッシュ21回、ランキング6位。

## その他
2017年公開のディズニー/ピクサー製作のアニメーション映画、『Cars 3（邦題：カーズ/クロスロード）』ではエリオット本人をモデルにしたキャラクター、チェイス・レースロット役で声優として出演している。